# Ladislav Petráš
Ladislav Petráš   (Prievidza, 1 de desembre de 1946) és un exfutbolista eslovac de la dècada de 1970.
Fou 19 cops internacional amb la selecció txecoslovaca amb la qual participà en la Copa del Món de Futbol de 1970.
Pel que fa a clubs, defensà els colors de Dukla Banská Bystrica i Inter Bratislava.